# Liste der Bürgermeister von Koudekerk aan den Rijn
Dieses ist die Liste der Bürgermeister von Koudekerk aan den Rijn in der niederländischen Provinz Südholland bis zur Auflösung der Gemeinde am 1. Januar 1991.
| Amtszeit  | Name                                           | Partei oder Strömung | Anmerkungen   |
| --------- | ---------------------------------------------- | -------------------- | ------------- |
| 1825–1850 | N. Samson                                      |                      |               |
| 1850–1852 | J. B. Samson                                   |                      |               |
| 1852–1855 | Johan Hendrik Verboom van Reede van Oudtshoorn |                      |               |
| 1856–1858 | G. Spoors Eland                                |                      |               |
| 1859–1865 | G. Bruynis                                     |                      |               |
| 1865–1873 | E. H. J. Cunaeus                               |                      |               |
| 1874–1877 | Jacob (J.) Waller                              |                      |               |
| 1877–1893 | M. Crommelin                                   |                      |               |
| 1893–1897 | Everard Zirkzee                                |                      |               |
| 1897–1901 | Willem Laurentius (W. L.) van Tricht           |                      |               |
| 1901–1917 | Joris Cornelis van Voorthuijsen                |                      |               |
| 1917–1924 | J. C. Oeberius Kapteyn                         |                      |               |
| 1925–1940 | Marine Jan Everard Kwint                       |                      |               |
| 1940–1952 | G. Verheul                                     |                      |               |
| 1953–1958 | J. P. de Herder                                | CHU                  |               |
| 1959–1967 | Quinten Waverijn                               | CHU                  |               |
| 1968–1975 | Kees (C. M.) van der Linden                    | CHU                  |               |
| 1976–1985 | Gerrit (G.) Swaan                              | CHU / CDA            |               |
| 1985–1990 | Leo (L. V.) Elfers                             | CDA                  |               |
| 1990      | J. S. Wagenaar                                 | CDA                  | kommissarisch |